# 南山内村
南山内村（みなみやまうちむら）は茨城県西茨城郡にかつて存在した村である。

## 地理
- 現在の笠間市の中部に位置する。
- 村域はほとんど丘陵地帯になっている。
- 村は笠間盆地の南部に位置する。

## 歴史
村名は村が笠間盆地の南部に位置するため南山内村となった。

### 村域の変遷
- 1889年（明治22年）4月1日 - 町村制施行により、上加賀田村・手越村・南吉原村・北吉原村・来栖村・本戸村が合併し西茨城郡南山内村が発足。
- 1955年（昭和30年）2月11日 - 笠間町・北山内村・大池田村と合併し、改めて笠間町が発足。同日南山内村廃止。

変遷表
| 1868年 以前 | 1868年 以前 | 明治11年   | 明治22年 4月1日 | 昭和30年 2月11日 | 昭和33年 8月1日 | 現在   |
| ----------- | ----------- | ---------- | --------------- | ---------------- | --------------- | ------ |
|             | 上加賀田村  | 上加賀田村 | 南山内村        | 笠間町           | 市制            | 笠間市 |
|             | 手越村      |            | 南山内村        | 笠間町           | 市制            | 笠間市 |
|             | 吉原村      | 南吉原村   | 南山内村        | 笠間町           | 市制            | 笠間市 |
|             | 吉原村      | 北吉原村   | 南山内村        | 笠間町           | 市制            | 笠間市 |
|             | 来栖村      |            | 南山内村        | 笠間町           | 市制            | 笠間市 |
|             | 本戸村      |            | 南山内村        | 笠間町           | 市制            | 笠間市 |

## 大字
- 上加賀田（かみかがだ）
- 手越（てごし）
- 南吉原（みなみよしわら）
- 北吉原（きたよしわら）
- 来栖（くるす）
- 本戸（もとど）

## 人口・世帯

### 人口
総数 [単位： 人]
| 1891年（明治22年） | 3,348 |
| 1908年（明治41年） | 3,509 |
| 1920年（大正 9年） | 3,690 |
| 1935年（昭和10年） | 4,040 |
| 1950年（昭和25年） | 5,096 |

### 世帯
総数 [単位： 世帯]
| 1920年（大正 9年） | 706 |
| 1935年（昭和10年） | 697 |
| 1950年（昭和25年） | 871 |